# Дурген
Дурген (на монголски: Дөргөн нуур) е солено безотточно езеро в Западна Монголия, 7-ото по големина в страната. Площта му е 311 km², максималната дълбочина – 14,3 m.
Езерото Дурген е разположено в западната част на Монголия, в южната част на Котловината на Големите езера, като това е най-южното езеро от Големите езера в котловината. Намира се в плоска пустинна низина на 1132 m надморска височина с дължина от север на юг 24 km и ширина до 18 km. Бреговете му са пустинни, предимно ниски, заети от барани и солончаци. Подхранва се от потока Хомин Холой, изтичащ от разположеното на север от него сладководно езеро Хар. Солеността му е сравнително малка – 4 g/l.